# Grille écran
Pour les articles homonymes, voir Grille.

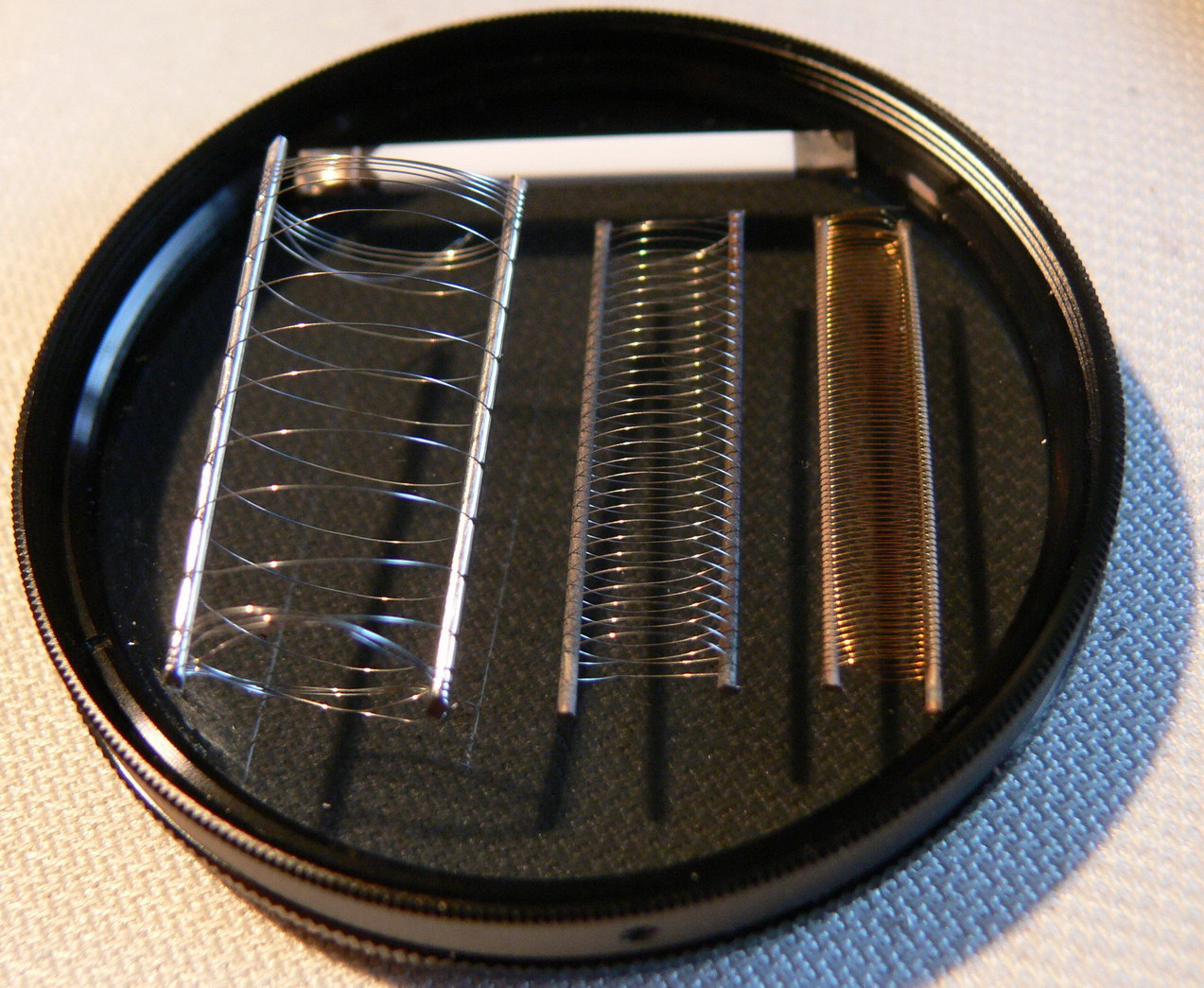
Grille d'une pentode EL84.

La grille écran fut ajoutée aux triodes de manière à réduire fortement la capacité entre les éléments du tube.
Celle-ci est placée entre la grille de contrôle et l'anode et transforme ainsi une triode en tétrode. La grille écran est le plus souvent connectée à la haute tension par le biais d'une résistance découplée par un condensateur relié à la masse du montage. La grille écran agit donc comme un bouclier électrostatique entre l'anode et la grille de contrôle réduisant ainsi la capacité entre ces deux éléments, ce qui permet un fonctionnement à des fréquences plus élevées.
Le principal inconvénient, c'est que comme la grille écran est chargée positivement, elle capte une partie des électrons destinés à l'anode, ce qui réduit le rendement du tube car cette énergie est perdue en chaleur dans le tube. Si la grille écran chauffe trop, elle peut être détruite détruisant le tube avec elle. De plus, le fait que la grille écran soit chargée positivement lui fait capter les électrons réémis par l'anode. Dans le cas d'une tétrode, qui ne possède pas de grille d'arrêt, cette émission peut être importante quand le courant est important, or plus le courant est élevé et plus le potentiel d'anode diminue. Si le potentiel de l'anode devient inférieur à celui de l'écran, au lieu d'augmenter le courant plaque diminue au profit du courant d'écran: on parle de résistance négative à l'anode. Le phénomène de résistance négative est la plupart du temps indésirable, mais certains montages comme l'oscillateur dynatron exploitent ce principe. Ils nécessitent des tubes spéciaux avec un écran capable de supporter des courants importants.
Il peut y avoir plus d'une grille écran dans un tube, c'est le cas du convertisseur pentagrille qui en a deux.
L'émission secondaire peut être annulée par l'ajout d'une grille d'arrêt (tube pentode) ou bien des plaques d'arrêt (tétrode à faisceaux dirigés) qui jouent le même rôle.